# Baku Cup 2015
Baku Cup 2015 byl tenisový turnaj pořádaný jako součást ženského okruhu WTA Tour, který se hrál na otevřených dvorcích s tvrdým povrchem městské tenisové akademie. Konal se mezi 27. červencem až 27. srpnem 2015 v ázerbájdžánské metropoli Baku jako 5. ročník turnaje.
Turnaj s rozpočtem 250 000 dolarů patřil do kategorie WTA International Tournaments. Nejvýše nasazenou hráčkou ve dvouhře se stala čtyřicátá první tenistka světa Anastasija Pavljučenkovová z Ruska, jež vypadla v semifinále. Ruska Margarita Gasparjanová z druhé stovky žebříčku WTA získala turnajový double, když vyhrála dvouhru a po boku Alexandry Panovové i čtyřhru. Jednalo se o její první dva tituly na okruhu WTA Tour. Panovová deblovou trofej obhájila.

## Distribuce bodů a finančních odměn

### Distribuce bodů
| Soutěž      | vítězky | finalistky | semifinalistky | čtvrtfinalistky | 16 v kole | 32 v kole | Q  | Q2 | Q1 |
| ----------- | ------- | ---------- | -------------- | --------------- | --------- | --------- | -- | -- | -- |
| dvouhra žen | 280     | 180        | 110            | 60              | 30        | 1         | 18 | 12 | 1  |
| čtyřhra žen | 280     | 180        | 110            | 60              | 1         |           |    |    |    |

### Finanční odměny
| Soutěž                              | vítězky | finalistky | semifinalistky | čtvrtfinalistky | 16 v kole | 32 v kole | Q2     | Q1   |
| ----------------------------------- | ------- | ---------- | -------------- | --------------- | --------- | --------- | ------ | ---- |
| dvouhra žen                         | $43 000 | $21 400    | $11 500        | $6 175          | $3 400    | $2 100    | $1 020 | $600 |
| čtyřhra žen                         | $12 300 | $6 400     | $3 435         | $1 820          | $960      |           |        |      |
| částka ve čtyřhře je uvedena na pár |         |            |                |                 |           |           |        |      |

## Ženská dvouhra

### Nasazení
| Stát                             | Hráčka                     | WTA | Nasazení |
| -------------------------------- | -------------------------- | --- | -------- |
| Rusko                            | Anastasija Pavljučenkovová | 41. | 1.       |
| Itálie                           | Karin Knappová             | 43. | 2.       |
| Slovensko                        | Dominika Cibulková         | 56. | 3.       |
| Japonsko                         | Kurumi Naraová             | 60. | 4.       |
| Srbsko                           | Bojana Jovanovská          | 67. | 5.       |
| Ukrajina                         | Lesja Curenková            | 71. | 6.       |
| Rusko                            | Vitalija Ďjačenková        | 74. | 7.       |
| Itálie                           | Francesca Schiavoneová     | 85. | 8.       |
| Černá Hora                       | Danka Kovinićová           | 86. | 9.       |
| Žebříček WTA k 20. červenci 2015 |                            |     |          |

### Jiné formy účasti
Následující hráčky obdržely divokou kartu do hlavní soutěže:
- Oleksandra Korašviliová
- Magda Linetteová
- Zulejka Safarovová

Následující hráčky si zajistily postup do hlavní soutěže v kvalifikaci:
- Nigina Abdurajmovová
- Olga Jančuková
- Valentyna Ivachněnková
- Olga Savčuková
- Patricia Maria Țigová
- Jang Čao-süan
  -  Julia Bejgelzimerová – jako šťastná poražená

### Odhlášení
před zahájením turnaje
- Denisa Alertová → nahradila ji Kateryna Bondarenková
- Klára Koukalová → nahradila ji Donna Vekićová
- Andreea Mituová → nahradila ji Alexandra Panovová
- Monica Niculescuová → nahradila ji Barbora Krejčíková
- Jaroslava Švedovová → nahradila ji Margarita Gasparjanová
- Kateřina Siniaková → nahradila ji Jelizaveta Kuličkovová
- Tereza Smitková → nahradila ji Çağla Büyükakçay
- Lesja Curenková → nahradila ji Julia Bejgelzimerová
- Roberta Vinciová→ nahradila ji Misa Egučiová
- Yanina Wickmayerová → nahradila ji Ču Lin

### Skrečování
- Julia Bejgelzimerová (poranění krku)
- Kateryna Bondarenková (poranění pravé dolní končetiny)
- Danka Kovinićová (zažívací potíže)

## Ženská čtyřhra

### Nasazení
| Stát                                                                          | Hráčka                 | Stát       | Hráčka             | WTA  | Nasazení |
| ----------------------------------------------------------------------------- | ---------------------- | ---------- | ------------------ | ---- | -------- |
| Rusko                                                                         | Margarita Gasparjanová | Rusko      | Alexandra Panovová | 132. | 1.       |
| Rusko                                                                         | Vitalija Ďjačenková    | Ukrajina   | Olga Savčuková     | 162. | 2.       |
| Japonsko                                                                      | Hiroko Kuwatová        | Nizozemsko | Demi Schuursová    | 201. | 3.       |
| Gruzie                                                                        | Oxana Kalašnikovová    | Černá Hora | Danka Kovinićová   | 226. | 4.       |
| Žebříček WTA k 20. červenci 2015; číslo je součtem umístění obou členek páru. |                        |            |                    |      |          |

### Jiné formy účasti
Následující páry obdržely divokou kartu do hlavní soutěže:
- Amina Diková /  Zulejcha Safarovová

## Přehled finále

### Ženská dvouhra
- Margarita Gasparjanová vs.  Patricia Maria Țigová, 6–3, 5–7, 6–0

### Ženská čtyřhra
- Margarita Gasparjanová /  Alexandra Panovová vs.  Vitalija Ďjačenková /  Olga Savčuková, 6–3, 7–5